# Chyliza amaranthi
Chyliza amaranthi är en tvåvingeart som beskrevs av Meijere 1911. Chyliza amaranthi ingår i släktet Chyliza och familjen rotflugor. Inga underarter finns listade i Catalogue of Life.